# Autoroute A86
L’autoroute A 86 è un'autostrada francese che circonda la città di Parigi. Si tratta di una delle quattro strade di questo tipo insieme al boulevard périphérique, la Francilienne e la grande circonvallazione. Passa per diversi importanti comuni confinanti con quello della capitale (della cosiddetta petite couronne), fra i quali Saint-Denis, Montreuil, Créteil, Antony, Versailles e Nanterre. Interseca inoltre alcune rilevanti autostrade che si irradiano da Parigi: l'A1, l'A4, con cui condivide un tratto, l'A6 e l'A13.